# Jordi Anglès Soler
Jordi Anglès Soler (Terrassa, Vallès Occidental, 18 de maig de 1956 - K2, Pakistan, 5 de juliol de 1995) va ser un alpinista i escalador català.
Jordi Anglès Soler va iniciar la seva carrera d'alpinista al Centre Excursionista de Terrassa, d'on més tard, seria monitor de la secció infantil i on entre 1974 i 1977 formaria part de la junta de la secció d'alta muntanya com a membre destacat. Monitor tant d'escalada, com d'esquí de muntanya i alpinisme, realitzaria les seves primeres escalades destacades als Pirineus i als Alps durant la dècada dels 70. A partir dels anys 80 començaria la seva participació en diverses expedicions de l'entitat terrassenca com ara:
- Andes del Perú (1980)
- Saipal, Himalàia (1985)
- Makalu (intent (1988), cim (1990))
- K2 (intent (1993), intent i mort (1995))

Morí en l'expedició al K2 de 1995 durant el descens, després d'arribar a la cota 8.300 de la ruta sud sud-est. El mateix 1995 fou nomenat terrassenc de l'any.